# سیارک ۱۶۴۴۹
سیارک ۱۶۴۴۹ (به انگلیسی: 16449 Kigoyama، نامگذاری:1989SO) شانزده هزار و چهارصد و چهل و نهمین سیارک کشف شده‌است که در ۲۹ سپتامبر ۱۹۸۹ کشف شد.